# Валентин Игнатов (хирург)
 Тази статия е за хирурга.  За футболиста вижте Валентин Игнатов.  
Валентин Любомиров Игнатов е български хирург, професор, ректор на Медицински университет „Проф. д-р Параскев Стоянов“ – Варна от 9 март 2020 г. – 16 юни 2023 г., изпълнителен директор на УМБАЛ „Св. Марина“ – Варна (2016 – 2020).

## Биография
Роден е на 18 юни 1958 г. във Варна, учи в Първа езикова гимназия в родния си град. Завършва Медицински университет – Варна (1986).
Придобива специалност по хирургия (1995), притежава магистратура по „Здравен мениджмънт" (2012). Придобива научна степен „Доктор" (2005) с дисертационен труд на тема „Диагностично-лечебна тактика и ND: лазер терапия в условията на остро кървене от стомашни дуоденални язви“. През 2013 г. Следва хабилитационен труд „Остро кървене от гастроинтестиналния тракт. Диагностика и лечение“ (2013) и спечелен конкурс за академична длъжност „Професор“ към Катедрата по обща и оперативна хирургия (2013).
Началник на Първа клиника по хирургия (2007 – 2016).
Изпълнителен директор на УМБАЛ „Св. Марина“ – Варна от 2016 до 2020 г., когато е избран за ректор.
Проф. д-р В. Игнатов 13-ият ректор на Медицински университет – Варна.

## Научни интереси
Специализира в областта на миниинвазивната хирургия – ендоскопска и лапароскопска, специфични хирургични умения в жлъчно-чернодробна и панкреатична хирургия.
Научната му дейност е представена в 321 научни статии, доклади и съобщения публикувани в страната и чужбина, 48 от които са самостоятелни, а 103 са публикувани в пълен обем. Научна активност: личен impact factor от 64, цитиран от 30 чуждестранни и 9 български автори. Участва като съавтор в редица монографии и учебници: „Хирургия", „Спешна хирургия", „Патологична физиология". Монография на тема „Остро кървене от гастроинтестиналния тракт. Диагностика и лечение" (2013).
Под негово ръководство са обучени специалисти в ендоскопската хирургия.

## Членство в организации и отличия
От 2014 г. е председател на Асоциацията на университетските болници.
- Членува: Българското хирургическо дружество (БХД); Българска асоциация на хирурзи и гастроентеролози (БАХГ); Съсловната организация на хирурзите в България; Съюз на учените в България - клон Варна; European Digestive Surgery; IASGO – Международна организация на хирурзи, гастроентеролози и онколози; ISUCRS – Международна организация на университетски преподаватели-хирурзи.[5]

- Отличаван: грамота от Българското хирургическо дружество за „Принос в работата на БХД и активна хирургична дейност“; „За подкрепа на донорството в Република България през 2019 г.“; „Лекарите, на които българите вярват“ (2018).

## Издания
- Игнатов, Валентин. Подзаглавни данни: Ендоскопска диагностика и лечение.   Плевен, МУ Плевен, 2013. ISBN 9789549685909. с. 200. (на български)
- Игнатов, Валентин. Остро гастроинтестинално кървене.   Плевен, МУ Плевен, 2013. ISBN 978-954-9685-90-9. с. 200. (на български)
- Елена Абаджиева, Сашо Бонев, Димитър Буланов, Михаил Велков, Валентин Владимиро. Учебник по хирургия: За медицински сестри и акушерки.   София, АРСО, 2013. ISBN 978-954-9301-36-6. с. 554. (на български)
- Ignatov, Valentin. Colorectal Cancer - Surgery, Diagnostics and Treatment.   United Kingdom, Royal Hampshire County Hospital, 2014. ISBN 978-953-51-1231-0. p. 532. (на английски)